# Mastigodryas melanolomus
Espèce
Synonymes
- Masticophis melanolomus Cope, 1868
- Herpetodryas laevis Fischer, 1881
- Dromicus coeruleus Fischer, 1885
- Drymobius boddaerti var. modesta Werner, 1903
- Eudryas slevini Stuart, 1933
- Dryadophis melanolomus veraecrucis Stuart, 1941
- Dryadophis melanolomus tehuanae Smith, 1943
- Dryadophis melanolomus stuarti Smith, 1943
- Dryadophis sanguiventris Taylor, 1954

Statut de conservation UICN

 LC  : Préoccupation mineure
Mastigodryas melanolomus est une espèce de serpent de la famille des Colubridae.

## Répartition
Cette espèce se rencontre :
- au Mexique dans les États du Tamaulipas, d'Hidalgo, du Querétaro, de Puebla, de Campeche et du Yucatán ;
- au Belize ;
- au Guatemala ;
- au Salvador ;
- au Honduras ;
- au Nicaragua ;
- au Costa Rica ;
- au Panama ;
- en Colombie ;
- en Équateur.

## Description
Dans sa description Cope indique que le spécimen en sa possession mesure 112 cm dont 36 cm pour la queue. Son dos est gris olivâtre, chaque écaille étant finement bordée de noir.

## Liste des sous-espèces
Selon The Reptile Database (9 avril 2015) :
- Mastigodryas melanolomus laevis (Fischer, 1881)
- Mastigodryas melanolomus melanolomus (Cope, 1868)
- Mastigodryas melanolomus slevini (Stuart, 1933)
- Mastigodryas melanolomus stuarti (Smith, 1943)
- Mastigodryas melanolomus tehuanae (Smith, 1943)
- Mastigodryas melanolomus veraecrucis (Stuart, 1941)

## Taxinomie
La sous-espèce Mastigodryas melanolomus alternatus a été élevée au rang d'espèce par McCranie en 2011.

## Publications originales
- Cope, 1868 : An examination of the Reptilia and Batrachia obtained by the Orton Expedition to Equador and the Upper Amazon, with notes on other species. Proceedings of the Academy of Natural Sciences of Philadelphia, vol. 20, p. 96-140 (texte intégral).
- Fischer, 1881 : Beschreibung neuer Reptilien. Archiv für Naturgeschichte, vol. 47, no 1, p. 225-238 (texte intégral).
- Smith, 1943 : Summary of the collections of snakes and crocodilians made in Mexico under the Walter Rathbone Bacon Traveling Scholarship. Proceedings of the United States National Museum, vol. 93, no 3169, p. 393-504 (texte intégral).
- Stuart, 1933 : Studies on Neotropical Colubrinae, II. Some New Species and Subspecies of Eudryas Fitzinger, with an Annotated List of the Forms of Eudryas boddaertii (Sentzen). Occasional Papers of the Museum of Zoology, University of Michigan, no 254, p. 1-10 (texte intégral).
- Stuart, 1941 : Studies on neotropical colubrinae VIII. A revision of the genus Dryadophis Stuart, 1939. Miscellaneous publications, Museum of Zoology, University of Michigan, no 49, p. 1-106 (texte intégral).